# 第56師団 (日本軍)
第56師団（だいごじゅうろくしだん）は、大日本帝国陸軍の師団の一つ。

## 概要
1940年（昭和15年）8月から常設師団のうちの8個師団が満州に永久駐屯することになり、代替の常設師団として留守師団を基幹にした師団の新設が進められることになった。
その一つである第56師団は留守第12師団を母体に久留米で編成され、福岡、佐賀、長崎の三県を徴兵区としていた。なお、その管轄区域は1941年から久留米師管区に改称され、1945年（昭和20年）には、補充任務等の管轄区域の軍政を担当する留守師団司令部は独立し久留米師管区司令部となった。

## 沿革
師団は編成後、当初は久留米に在り西部軍に属していたが、師団主力は大東亜戦争（太平洋戦争）開戦に伴い1941年11月に動員され、第25軍に編入しマレー作戦を担当する予定であったが同作戦の早期達成により、1942年（昭和17年）3月、第15軍に属しビルマの戦いに従軍。侵攻作戦とビルマルート（援蒋ルート）遮断に成功した。

1942年5月からビルマ北東部の中国雲南省との国境警備を担当。歩兵第113連隊の主力を拉孟に、同連隊第3大隊を龍陵に、歩兵第148連隊を騰越に配置した。1944年（昭和19年）3月から中国軍雲南遠征軍の攻撃を受け始めた。４月に北ビルマ防衛のために第33軍が設立されその隷下となった。6月初旬から拉孟・騰越の戦いが始まるも総員玉砕に近い敗北を喫する。

同年10月から断作戦と名付けられた援蒋ルート切断作戦を再開するも中華民国軍の総攻撃を受けビルマ国内を南下。途中でイラワジ会戦、シッタン作戦に参戦した。しかし帝國陸軍は終戦を前にビルマ全土を失う寸前となり、本師団も隣国のタイ領内に移動を進める中で1945年（昭和20年）8月15日の昭和天皇による玉音放送を聴くことになった。

### 坂口支隊
1941年10月、歩兵第146連隊と野砲兵第56連隊第1大隊を基幹に坂口静夫少将を長とする坂口支隊（混成第56歩兵団）が編成された。同年12月支隊はフィリピン・ミンダナオ島ダバオに上陸し邦人保護を担当した後、第16軍に編入され蘭印作戦に従軍。ボルネオ島攻略を担当し、さらに第48師団と共にジャワ島のクラガンに上陸し、400キロを踏破してジャワ島南岸の重要港湾チラチャップを攻略した。その後、1942年4月、第56師団に復帰した。

## 師団概要

### 歴代師団長
- 渡辺正夫 中将：1940年（昭和15年）8月1日 - 1942年12月1日[2]
- 松山祐三 中将：1942年（昭和17年）12月1日 - 終戦[3]

### 参謀長
- 永野叢人 砲兵大佐：1940年（昭和15年）8月1日[4] - 1941年11月22日
- 藤原武 大佐：1941年（昭和16年）11月22日 - 1942年6月1日[5]
- 黒川邦輔 大佐：1942年（昭和17年）6月1日 - 1943年6月28日戦死[6]
- 川道富士雄 中佐：1943年（昭和18年）7月1日 - 終戦[7]

### 最終所属部隊
- 歩兵第113連隊（福岡）：大須賀実大佐
- 歩兵第146連隊（大村）：今岡宗四郎大佐
- 歩兵第148連隊（久留米）：相原無畏之輔大佐
- 捜索第56連隊（福岡）：柳川明大佐
- 野砲兵第56連隊（久留米）：山崎周一郎大佐
- 工兵第56連隊（久留米）：山口稔夫少佐
- 輜重兵第56連隊（久留米）：池田耕一大佐
- 第56師団通信隊：大石良市少佐
- 第56師団兵器勤務隊：森友記大尉
- 第56師団衛生隊：原田万太郎少佐
- 第56師団第1野戦病院：五十川秀夫少佐
- 第56師団第2野戦病院：三浦豊少佐
- 第56師団第4野戦病院：長崎義雄少佐
- 第56師団病馬廠：馬場静雄大尉
- 第56師団防疫給水部：市村勢夫少佐